# Jan Grzonka (1874–1934)
Jan Grzonka (ur. w 1874 w Raciborzu, zm. 30 października 1934 w Rybniku) – polski działacz społeczny i polityczny, powstaniec śląski, działacz plebiscytowy, poseł na Sejm Śląski II i III kadencji.

## Życiorys
Posiadał wykształcenie rolnicze, działał w polskich organizacjach kulturalno-oświatowych w Raciborzu i okolicach, był członkiem m.in. rady nadzorczej Banku Ludowego w Raciborzu i Spółki Budowlanej "Strzecha". Walczył w powstaniach śląskich. W trakcie trwania kampanii plebiscytowej był organizatorem polskich kółek rolniczych w powiecie raciborskim, rybnickim i kozielskim. Na początku 1921 roku został wybrany wiceprezesem Śląskiego Związku Kółek Rolniczych w Bytomiu. Po podziale Górnego Śląska przeniósł się do powiatu rybnickiego. Był działaczem chrześcijańskiej demokracji, członkiem Rady Naczelnej Narodowego Związku Powstańców i Byłych Żołnierzy oraz posłem na Sejm Śląski II i III kadencji (zmarł pod koniec pełnienia mandatu posła III kadencji).